# 山家亨
山家 亨（やまが とおる、1897年（明治30年）- 1950年（昭和25年）1月）は、日本陸軍の軍人、大佐。宣撫工作「山家機関」の責任者。中国名、王嘉亨（ワンチアホン）。川島芳子の初恋の相手としても知られる。

## 来歴・人物
1897年（明治30年）、静岡市生まれ。1916年、静岡県立静岡中学校卒業、静岡中学時代は野球部（現在の静岡高校野球部）に所属した。1921年（大正10年）、陸軍士官学校（33期）卒業後、陸軍士官学校の委託生として東京外国語学校に入学、中国語、蒙古語、ロシア語を学んだ。松本第五十連隊機関銃隊付少尉（一説に中尉）のころ、満蒙ロビーの川島浪速への接近がきっかけで川島芳子と知り合って恋仲となり、中国語の手ほどきを受けた。松本連隊では連隊旗手を務めた。1924年（大正13年）ごろ、浅間温泉の下宿を去る。芳子が男装となるのはその直後のことである。
連隊勤務を終え1927年（昭和2年）、語学研究生として北京に留学、約二年で北京官語を完全にマスター、中国名、王嘉亨を名のり、報道部員として情報・宣撫工作に活躍した。その間、1930年（昭和5年）、北京で知り合った日本人記者の一人娘、清子と結婚、1933年（昭和8年）、博子が産まれたが、妻子を実家の静岡に残し、奉天に単身赴任した。奉天の満鉄社員の中国語教師をしていた山口文雄（李香蘭の実父）の家に出入りするようになったのはこの頃である。1938年（昭和13年）、妻に先立たれる。李香蘭を満映女優にスカウトした後、奉天の満州国報道部から北京の北支軍報道部に転勤となり、南池子（ナンチイツ）の「山家公館」（王公館）を拠点に華北地方の文化工作活動（中国語新聞『武徳報』を発行し、新劇の劇団を組織し、映画の制作、配給、上映を統括するのが主な任務）に従事した。少佐から中佐に昇進。仕事柄、中国人のジャーナリスト、文化人、演劇映画人との付き合いが多く、女性関係が華やかであり、満映女優の李明（リイミン）、白光（バイクァン）らと次々に同棲生活を送った。
1942年（昭和17年）、王公館閉鎖、南京の報道部に転勤、さらに数ヶ月で上海に転勤。1943年（昭和18年）、内地に召喚され、市ヶ谷の司令部に出頭すると直ちに逮捕、身柄を拘置、取調べを受け、国家反逆罪、機密漏洩罪、軍紀違反、麻薬吸引など十項目以上にわたる罪状で起訴、軍法会議にかけられた。禁固十年の判決が下り、名古屋の陸軍刑務所に収監された。空襲で刑務所が破壊されたのを機に逃亡、終戦まで身を隠した。静岡で身体を休めた後、1946年（昭和21年）、上京。昔の報道部の部下を集めて事業を起こしたが失敗し、数百万の借金を作り詐欺の容疑で追われることになった。
1949年（昭和24年）11月、阿佐ヶ谷の山口淑子（李香蘭）の家を突然訪ね200万円の借金を申し入れたが、山口は日本映画界に再デビューを果たしていたものの、まだ当座の生活費も途絶えがちであり用立てが叶わなかった。1950年（昭和25年）1月25日、山梨県南巨摩郡西山村で遺体が発見される。山中での夫婦心中であった。遺書が６通残されており、５通は警察と債権者宛のお詫び、１通は山口淑子に宛てられたもので「娘の博子をくれぐれもよろしく」というものであった。山家は戦後すぐ遠縁の女性と再婚していたが、娘、博子は16歳の多感な年齢で、継母との折り合いがあまり良くなかったようであリ、高校を卒業し勤めを始めるまで山口が博子を引き取った。

## 家族
「山家」家は徳川幕府直轄、甲府勤番から駿府に移住した旧幕臣旗本の家系。
- 父：山家謙次郎[7]・・・静岡の地場産業である茶の製造、輸出の仕事をしていたが、アメリカに住んだこともあり、帰国後は静岡県立静岡中学校で、英語の教師（明治31年12月〜明治34年9月）[8]。キリスト教会の牧師であった。※頌栄教会参照。
- 母：やま
- 弟が１人、妹が二人。
- 従兄：正（1889年（明治22年）- 1945年（昭和20年））・・・陸軍大佐。静岡中学では、川島芳子を描いた小説『男装の麗人』を著した村松梢風の１年後輩[9]（生年は同じ）。

## 山家亨が登場するテレビドラマ
- 『さよなら李香蘭』 1989年、フジテレビ、原作『李香蘭 私の半生』山家 亨役：小林稔侍
- 『2夜連続ドラマスペシャル・李香蘭』2007年2月11日、12日、テレビ東京、原作『「李香蘭」を生きて 私の履歴書』山家 亨役：小野武彦